# Lithacodia superior
Lithacodia superior là một loài bướm đêm trong họ Noctuidae.